# Mattia Palmerio
Mattia Palmerio (Pisa, 1423 – Roma, 19 settembre 1483) è stato un umanista, filologo e storico italiano, autore di opere storiche e della prima tradizione di opere classiche, come Erodoto e la Lettera di Aristea.

## Biografia
Mattia Palmerio nasce a Pisa nel 1423. Nei primi anni Quaranta la sua famiglia si trasferisce a Firenze, seguendo l'esodo delle maggiori famiglie pisane dopo la conquista fiorentina del 1406. A Firenze Palmerio perfeziona gli studi classici ed entra nella cerchia degli intellettuali raccoltisi attorno a Lorenzo il Magnifico.
Nel 1450 si reca a Roma in occasione del Giubileo e ottiene il patrocinio del cardinale Prospero Colonna. A lui Palmerio dedica la traduzione (rimasta manoscritta) delle Storie di Erodoto, la quale precede di una decina d'anni quella pubblicata a Venezia da Lorenzo Valla nel 1474. Tra il 1457 e il 1464 completa anche una traduzione latina della Lettera di Aristea, che attraverso una seconda revisione sarà quindi pubblicata a Roma nel 1468 in testa alle Epistolae di San Girolamo e nel 1471 a introduzione di una edizione della Bibbia. È la prima edizione a stampa dell'opera. Nel 1502 Dietrich Reisach baserà la propria traduzione tedesca sulla versione latina di Palmerio.
Come funzionario della Curia romana, nel 1463 Palmerio compie un viaggio nell'Italia meridionale e l'anno successivo aderì all'appello di Papa Pio II di una spedizione contro i Turchi (la spedizione non si fece perché i Veneziani non fornirono le navi).
Tra le altre opere di Palmerio si segnala il De bello italico (1471, rimasto manoscritto), che narra in latino la guerra tra Firenze e Napoli e le vicende degli Stati italiani fino al 1464, e il completamento (fino al 1482) dell'opera storica Opus de temporibus suis, iniziata dell'umanista e uomo politico fiorentino (e suo quasi omonimo) Matteo Palmieri. Nel De bello italico si trova una delle prime compiute descrizioni del procedimento di stampa a caratteri mobili da parte di un umanista italiano; è preceduta cronologicamente soltanto da quella di Leon Battista Alberti (De componendis cyfris, 1466).
Mattia Palmerio muore a Roma nel 1483 ed è sepolto nella Basilica di Santa Maria Maggiore.